# イギリス軍政下のリビア

イギリス軍政下のリビア
British military administration of Libya (英語)
Amministrazione Militare Britannica della Libia (イタリア語)
الإدارة البريطانية العسكرية في ليبيا (アラビア語)

連合国によるリビア占領の地図

イギリス軍政下のリビア（イギリスぐんせいかのリビア、英語: British military administration of Libya）は、1943年からリビアが独立した1951年までの、旧イタリア領リビアのキレナイカとトリポリタニア地域がイギリスに支配されていた時期のリビアである。連合国によるリビア統治の一部であった。

## 歴史

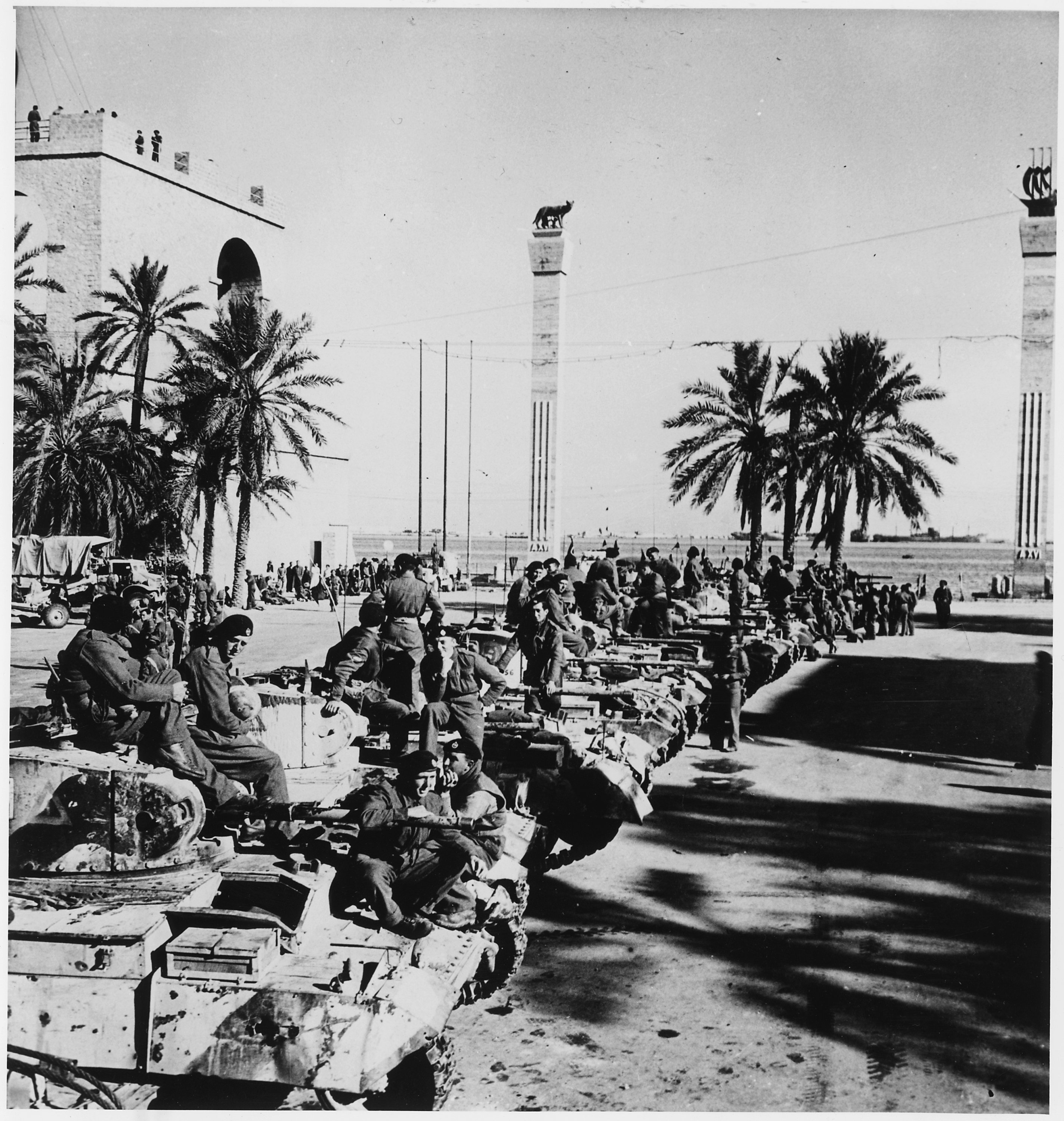
第二次世界大戦中にトリポリを占領し、ウォーターフロントに整列するイギリスの戦車と乗組員たち（1942年12月）

1942年11月、連合国軍はキレナイカを奪還した。1943年2月には、ドイツ兵とイタリア兵が全てリビアから追い出され、連合国軍によるリビアの占領が始まった。

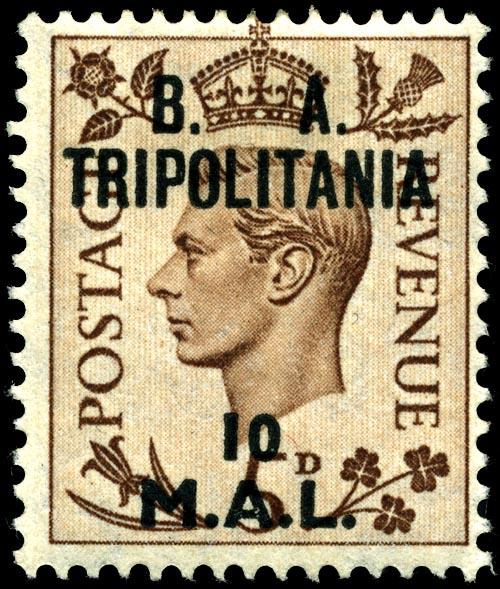
トリポリタニアの10リラの切手（1950年）

トリポリタニアとキレナイカは引き続きイギリスの統治下にあり、フェザーンはフランスが統治していた。1944年、イドリースは亡命先のカイロから帰国したが、1947年に外国の支配が一部解除されるまで、キレナイカでの永住は断念した。連合国との1947年の平和条約の条件の下で、トリポリタニアの植民地の維持を望んだイタリアとフェザーンを望んだフランスは、リビアへの要求をすべて放棄した。そのため、リビアは統一されたままであった。
連合国軍による北アフリカ解放後、1945年11月にトリポリタニアで起きた反ユダヤ人騒動で130人以上のユダヤ人が殺された。1948年6月には、リビアの反ユダヤ暴徒がさらに12人のユダヤ人を殺害し、280戸のユダヤ人住宅を破壊した。これらの反ユダヤ攻撃から生じた恐怖や不安と、イスラエル建国によって多くのユダヤ人がリビアから脱出した。1948年から1951年にかけて、30,972人のリビア系ユダヤ人がイスラエルに移住している。1970年代になると、残りのリビア系ユダヤ人（約7,000人）はイタリアに疎開した。
イタリア植民地の処分は、対イタリア戦争を正式に終了させる平和条約の締結前に検討されなければならない問題であった。厳密にはリビアはイギリスとフランスの統治下にあったが、1945年のポツダム会談で連合国（イギリス、ソ連、アメリカ）は、戦争中に奪取したイタリア植民地をイタリアに返還すべきではないとの意見で一致した。この問題の検討は、フランス代表を含む連合国外相理事会に委ねられた。当初、すべての理事国が何らかの信託統治に賛成していたが、リビアの処分方法については決定打がないままであった。アメリカは、1945年10月に憲章が発効した国際連合の管理下で全土を信託統治し、自治を準備することを提案した。一方ソ連は、トリポリタニアを自国、フェザーンをフランス、キレナイカをイギリスとする地方信託統治を提案した。またフランスは、この議論に終わりはないと考え、イタリアへの領土返還を主張した。この状況を打破するために、イギリスはリビアの即時独立を勧告した。
1949年、キレナイカ首長国が誕生し、トリポリタニアだけがイギリス軍の直接統治下に置かれることになった。さらに、1年後の1950年には軍事政権から文民政権に移行した。キレナイカ首長でイスラム教スーフィー派サヌーシー教団の指導者であるイドリース・アス・サヌーシーは、リビアを代表して国連交渉に参加し、1951年12月24日にリビアは独立を宣言した。

## 独立
1951年、キレナイカ、トリポリタニア、フェザーンの代表が連合を宣言し、国をリビア連合王国と呼ぶことになり、イドリースは国王として即位した。 憲法に基づき、新国家はキレナイカ、トリポリタニア、フェザーンの3州が自治権を持つ連邦政府であった。また王国にはトリポリ、ベンガジ、アルバイダの3つの首都があった。独立から2年後の1953年3月28日、リビアはアラブ連盟に加盟した。独立を宣言したリビアは、国連を通じて独立を果たした最初の国であり、アフリカで最初に独立を果たした旧ヨーロッパ植民地の国の一つでもある。